# Amblyjoppa celebica
Amblyjoppa celebica är en stekelart som beskrevs av Heinrich 1934. Amblyjoppa celebica ingår i släktet Amblyjoppa och familjen brokparasitsteklar. Inga underarter finns listade i Catalogue of Life.